# Ogulin, Hrvaška
Ogulin je mesto na Hrvaškem, ki upravno spada v Karlovško županijo. Ima okoli 7400 prebivalcev, upravno območje mesta (hrv. Grad Ogulin) z okoliškimi vasmi pa približno 12.000 (2021).

## Lega
Mesto, ki ga geografsko uvrščajo bodisi v Gorski kotar, bodisi v Liko, leži ob železniški progi Zagreb–Karlovec–Reka in križišču cest proti Novemu Vinodolskemu, Vrbovskemu in Karlovcu v vznožju gorskega masiva Velika Kapela na obali reke Dobre na nadmorski višini 191 m.

## Zgodovina
Ogulinsko polje je bilo poseljeno že v prazgodovini, kar razkrivajo ostanki gradišča Japodov. V srednjem veku je bilo središče tega področja v Modrušu, Ogulin pa se v starih listinah prvič omenja leta 1500 v neki listini Bernardina Modruškega, kateri je tu verjetno pred letom 1500 dal postaviti utrjen grad, ki stoji še danes. Po propadu Modruša (1493) je ogulinski grad postal pomembno središče upora proti Turkom, od leta 1570 pa središče krajiške 
kapetanije. Vuk II. Krsto Tržački (Frankopani) je leta 1622 osvobodil ogulinske prebivalce tlačanstva. Leta 1746 je ob preoblikovanju Vojne krajine Ogulin postal sedež polka. Leta 1785 je bila postavljena župnijska cerkev Svetega križa (posvečena 1793). Po kratkotrajni francoski upravi (1809 do 1813) je bilo Ogulinsko področje ponovno priključeno Vojni krajini, po njeni ukinitvi leta 1881 pa je Ogulin postal središče Modruško-reške županije. Danes je v prostorih starega gradu urejen pokrajinski muzej.

## Demografija
| Pregled števila prebivalcev po letih | Pregled števila prebivalcev po letih | Pregled števila prebivalcev po letih | Pregled števila prebivalcev po letih | Pregled števila prebivalcev po letih | Pregled števila prebivalcev po letih | Pregled števila prebivalcev po letih | Pregled števila prebivalcev po letih | Pregled števila prebivalcev po letih | Pregled števila prebivalcev po letih | Pregled števila prebivalcev po letih | Pregled števila prebivalcev po letih | Pregled števila prebivalcev po letih | Pregled števila prebivalcev po letih | Pregled števila prebivalcev po letih | Pregled števila prebivalcev po letih | Pregled števila prebivalcev po letih |
| ------------------------------------ | ------------------------------------ | ------------------------------------ | ------------------------------------ | ------------------------------------ | ------------------------------------ | ------------------------------------ | ------------------------------------ | ------------------------------------ | ------------------------------------ | ------------------------------------ | ------------------------------------ | ------------------------------------ | ------------------------------------ | ------------------------------------ | ------------------------------------ | ------------------------------------ |
| 1857                                 | 1869                                 | 1880                                 | 1890                                 | 1900                                 | 1910                                 | 1921                                 | 1931                                 | 1948                                 | 1953                                 | 1961                                 | 1971                                 | 1981                                 | 1991                                 | 2001                                 | 2011                                 | 2021                                 |
| 3265                                 | 3543                                 | 4173                                 | 4327                                 | 4822                                 | 5362                                 | 5412                                 | 6456                                 | 5948                                 | 6707                                 | 7842                                 | 8641                                 | 9796                                 | 10525                                | 8712                                 | 8216                                 | 7374                                 |